# Thrombophyton trachydermum
Thrombophyton trachydermum är en korallart som beskrevs av G.I. McFadden och Eric Hochberg 2003. Thrombophyton trachydermum ingår i släktet Thrombophyton och familjen Alcyonidae. Inga underarter finns listade i Catalogue of Life.